# Jean-Edme Paccard
Jean-Edme Paccard né à Paris le 30 septembre 1777 et mort à Paris 1er le 23 avril 1844, est un libraire-éditeur, romancier, poète et auteur dramatique français.

## Biographie
Fils d'un domestique, il exerça, contre l'avis de ses parents, plusieurs métiers avant de pouvoir vivre de l'écriture tels garçon de bureau, garçon pâtissier (à 12 ans) et acteur (1795).
Ses pièces ont été représentées, entre autres, au théâtre de l'Odéon, au théâtre de l'Ambigu-Comique et au théâtre de la Gaîté.
Il meurt d'hydropisie en avril 1844.
Il est le père de l'architecte Alexis Paccard.

## Œuvres
- Tableau actuel du théâtre français, 2 vol, Roullet, 1807
- L'Orpheline du hameau, opéra en un acte, 1807
- Eugène et Alvina, ou les Victimes de l'intolérance, nouvelle du 17e siècle, 2 vol, Pigoreau, 1811
- Les Médicis, ou la Renaissance des sciences, des lettres et des arts en Italie, en France, etc., 4 vol, Pigoreau, 1812
- Le Parisien, ou les Illusions de la jeunesse, 3 vol, Pigoreau, 1812
- Dieu, l'Honneur et les Dames, 6 vol, Laurens, 1813
- Charlotte Blondel, ou le Hameau de Sainte-Colombe, comédie en 1 acte et en prose, 1814
- L'Heureux Hasard, ou la Convalescence, comédie en 2 actes, 1814
- Le Petit Homme noir aux acteurs et actrices du théâtre français, Béchet, 1815
- Christine, reine de Suède, ou la Fille du Grand Gustave, nouvelle historique du XVIIe siècle, 2 vol, Laurens, 1816
- Éléonore de Lusignan, mélodrame en 3 actes, avec Alexandre de Ferrière, 1816
- Louise de Vergy, sœur de Gabrielle, Béchet, 1816
- Edelmonde et Lorédan, ou l'Orange de Malte, suivi des Tableaux de l'amour honnête et vertueux, 2 vol, Laurens, 1817
- Épître au roi, Pélicier, 1817
- Young et Narcisse, Paccard, 1818
- La Chute des feuilles, élégie avec notes, Paccard, 1818
- Épître à Boileau, Pélicier, 1818
- Le Château du lac, ou le Génie réparateur, histoire véritable traduite de l'italien de Julia Viscentini de Gênes, 5 vol, Pélicier, 1819
- Fénelon, ou les Vertus chrétiennes, Pélicier, 1819
- L'Hermite du Marais, ou le Rentier observateur, 2 vol, Laurens, 1819
- Le Cimetière de Montmartre, Paccard, 1820
- L'Abbaye de la Trappe, ou les Révélations nocturnes, 3 vol, Pigoreau, 1821
- La Leçon paternelle, comédie en 2 actes et en prose, avec Joseph Desessarts d'Ambreville et Jean-Baptiste Pellissier, 1822
- Annonciade, ou le Château des tourelles d'Armentières, 4 vol, Locard et Davi, 1823
- Marthe, ou la Sœur hospitalière, 3 vol, Locard et Davi, 1824
- Les Carolines, ou Quelques fleurs pour une couronne poétique, Pélissier, 1827
- La Grande Chartreuse de l'Isère, ou les Malheurs de la comtesse d'Ormène, 3 vol, Pigoreau, 1827
- Le Château des morts, ou la Fille du brigand, chronique hongroise du XVIe siècle, 3 vol, Lecointe et Durey, 1828
- L'Invisible au milieu de Paris, esquisses de mœurs, 4 vol, Lecointe et Pougin, 1833
- Scènes de la vie malheureuse ou Paris, vallée de larmes, 2 vol, Pougin, Corbet, Schwartz et Gagnot, 1835
- François-Xavier Fougeroux, Henry, 1838
- Paris menacé dans ses intérêts les plus chers, J.-N. Barba, 1838
- Mémoires et Confessions d'un comédien, Pougin, 1839
- L'Adversité, ou la Leçon paternelle, nouvelle morale, dédiée aux familles, Chassaignon, 1839